# Vito Sanzo
Vito Sanzo (San Nicola da Crissa, 12 dicembre 1913 – San Nicola da Crissa, 5 settembre 1979) è stato un politico italiano.

## Biografia
Impegnato in politica con la Democrazia Cristiana, viene eletto deputato nella II legislatura, restando in carica dal 1953 al 1958.